# Mireia Farrés i Bosch
Mireia Farrés i Bosch (Santpedor, 19 de gener de 1980) és una trompetista catalana.
Va començar a estudiar la trompeta als vuit anys. Va obtenir el Premi d'Honor de trompeta i Cambra el 1997, i als 18 anys va marxar a estudiar al New England Conservatory de Boston. Després del seu retorn dels Estats Units, va entrar a formar part de l'Orquestra Ciutat de Granada com a trompeta solista l'any 2001. L'any 2004 va aconseguir la plaça de solista de trompeta a l'Orquestra Simfònica de Barcelona i Nacional de Catalunya. Compagina aquest càrrec amb actuacions esporàdiques fent un duet amb la pianista Mercè Hervada i amb col·laboracions amb la seva parella, el saxofonista Llibert Fortuny. En el camp de la docència, Farrés ha estat professora del Conservatori de Granollers i del Conservatori Superior de Mallorca i actualment exerceix de professora de trompeta de l'Escola Superior de Música de Catalunya. També participa en els stages de les Joves Orquestres de l'Estat (JONC, JONDE...) com a professora, i actua com a solista.